# Canale Candiano

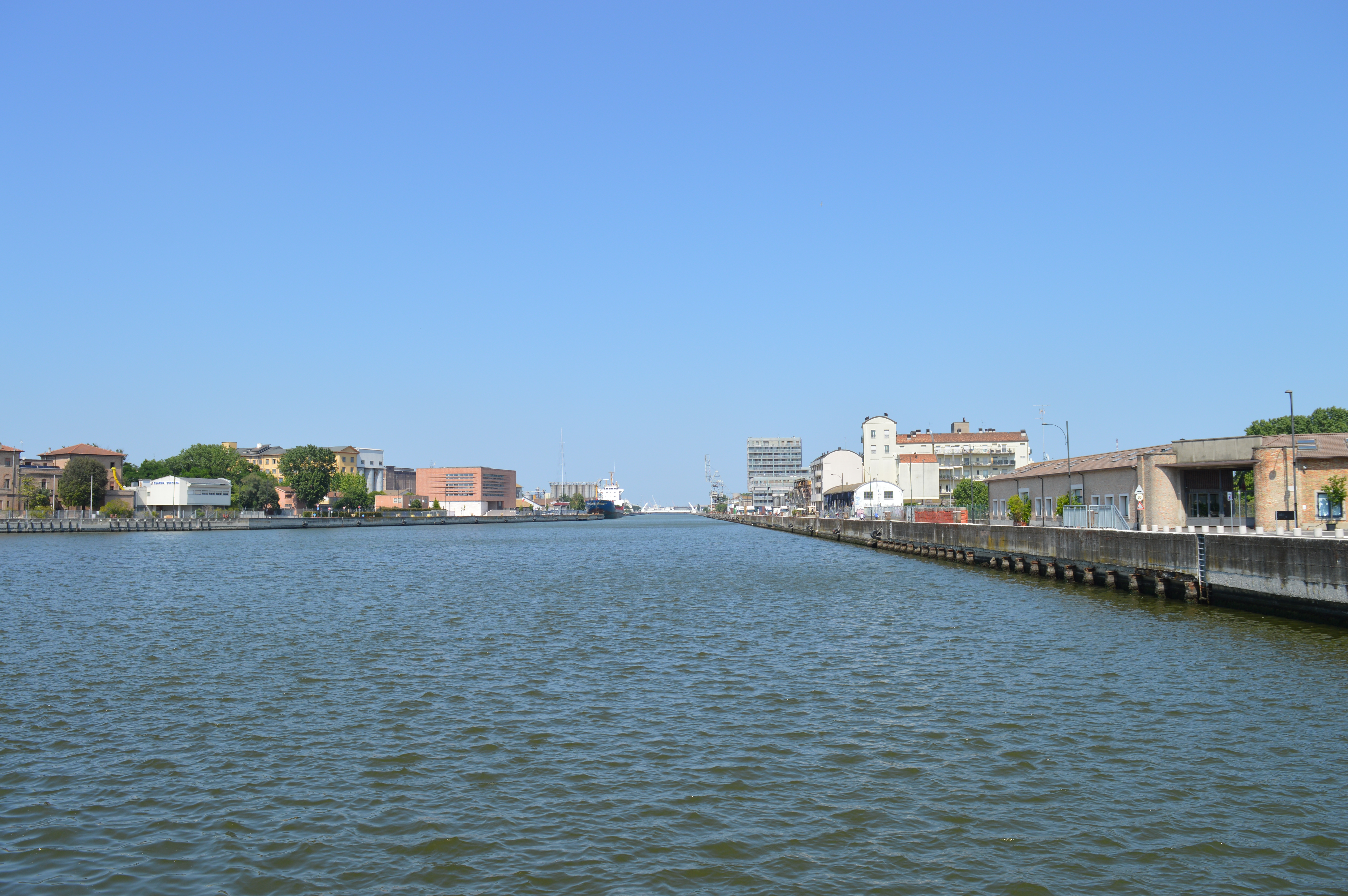
Vista del canale Candiano dalla città

Canale Candiano è il nome comune con il quale a Ravenna si designa il canale navigabile - propriamente detto canale Corsini - che collega l'abitato con il mare (distante 8 km) e che ospita parte del porto commerciale e industriale terminando nella darsena denominata darsena di città. Prima del parziale tombamento del secolo scorso il canale giungeva alla chiesa dei Santi Simone e Giuda.
L'infrastruttura fu realizzata durante il pontificato di Clemente XII (al secolo Lorenzo Corsini, regnante dal 1730 al 1740) nell'ambito di un più ampio progetto di sistemazione idraulica del ravennate, che prevedeva la diversione dei due fiumi che scorrevano sotto le mura difensive della città, il Montone e il Ronco, e la costruzione del nuovo scalo portuale.

## Storia

### Prima del canale
L'attestazione più antica del termine è pons Candidiani, un ponte romano di età imperiale verso cui confluivano tutte le strade che conducevano a Ravenna da sud. Si ritiene fosse situato a 4/5 km dalle mura della città.
La seconda citazione del termine risale all'epoca bizantina. Nel 711, in età bizantina, i ravennati provocarono la morte dell'esarca imperiale Giovanni III. I soldati imperiali, inviati dal mare a sedare la rivolta, trovarono un'efficace resistenza presso il portus Candiani, citato per la prima volta proprio in relazione a questi avvenimenti. All'epoca il porto era probabilmente uno dei tanti scali costruiti alla foce di uno dei fiumi che sfociavano in Adriatico: il fiume Candiano.
Lo scalo crebbe d'importanza nel corso del Medioevo, diventando uno dei più importanti porti fluviali di Ravenna, fino a soppiantare l'antico porto di Classe. La città era collegata allo scalo da un canale navigabile. Nel XV secolo i veneziani, nuovi signori di Ravenna, scelsero il porto Candiano come scalo primario della città. Purtroppo il progressivo avanzamento della linea di costa provocò nel giro di un secolo l'interramento. Il relativo canale divenne impraticabile.

### Dal XVII al XIX secolo
Nel XVII secolo fu scavato un nuovo canale navigabile per ricongiungere Ravenna al porto Candiano. Il canale Panfilio iniziava nei pressi di Porta Nuova, costeggiava l'attuale via Cesarea e passava accanto all'antica abbazia di Porto. Dopo aver attraversato la pineta situata anticamente presso Porto Fuori, il canale si immetteva nel corso del vecchio Candiano. Alla foce fu poi fatta costruire una torre di avvistamento, ultimata nel 1670. Denominata «Torre Gaetana» dal nome del cardinale legato Bonifazio Caetani, è chiamata popolarmente la Turàza ("la Torraccia") ed è tuttora esistente.

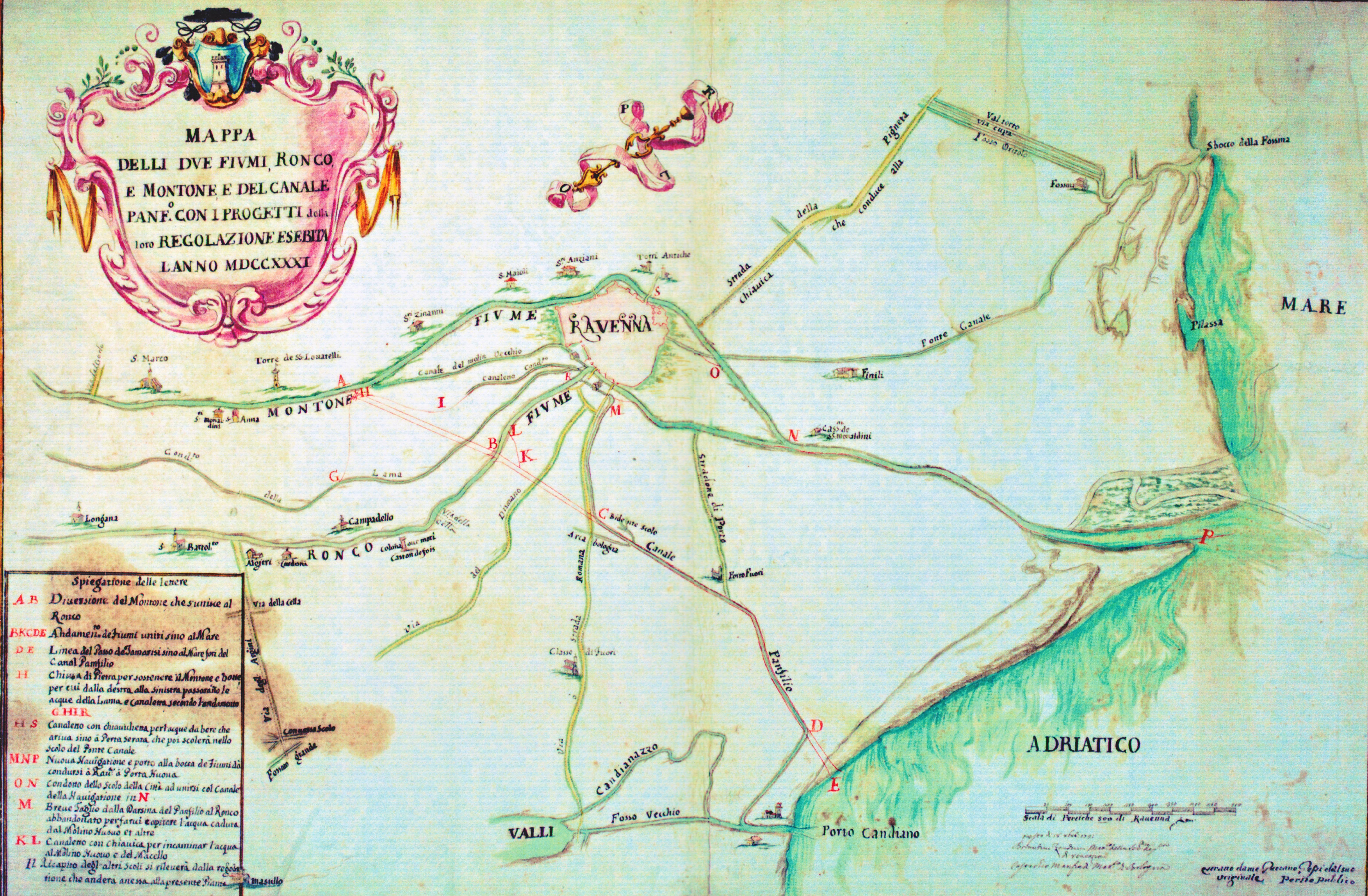
Bernardino Zendrini ed Eustachio Manfredi, Mappa di sintesi dei progetti di regolazione dei fiumi di Ravenna (1731). La mappa è conservata nella Biblioteca Classense (N. inventario Tarlazzi:120b).

La città, comunque, rimaneva troppo lontana dallo scalo. Inoltre era circondata da due fiumi, il Montone e il Ronco (il primo a nord, il secondo a sud), i cui alvei si erano col tempo elevati a causa del continuo apporto di detriti e deiezioni. Montone e Ronco esponevano la città a pericolose inondazioni, a causa anche dell'arginatura ormai insufficiente. Divenne prioritario ed urgente allontanare i due fiumi dalla città.
Nell'arco di quasi un secolo furono elaborati numerosi progetti per la diversione dei due fiumi: dapprima dal Bancelli (1649), poi da Stefano Grandi e Gaspare Coccapani (1651) e infine dal Tassinari (1715) e dal Nadi (1717). Il progetto effettivamente realizzato fu quello redatto nel 1729 da due eminenti idraulici del tempo: Bernardino Zendrini (“sopraintendente alle acque” della Repubblica di Venezia, 1679-1747) ed Eustachio Manfredi (Bologna, 1674-1739). Il Montone venne deviato e portato a confluire a sud dell'abitato con il Ronco (il punto di confluenza è denominato “Punta Galletti”). Da tale punto i due fiumi assunsero la denominazione di Fiumi Uniti. Per lo sbocco al mare dei nuovi Fiumi Uniti fu utilizzato parzialmente l'alveo del vecchio canale Panfilio.
Contestualmente fu iniziata la costruzione del nuovo canale naviglio, utilizzando parzialmente l'alveo naturale lasciato libero dalla diversione del Montone. Per quanto riguarda il nuovo scalo portuale, il luogo che venne ritenuto più adatto fu individuato in un'insenatura alla foce del canale della Bajona (oggi Baiona), a nord di Ravenna, dove esisteva già un approdo per i pescatori e dove sfociava il canale di scolo Fossina.
I lavori vennero eseguiti durante la legazione del cardinale Giulio Alberoni (1735-39). Il canale, ultimato verso il 1737, fu dedicato a papa Clemente XII Corsini, al quale la Comunità ravennate espresse la propria riconoscenza erigendo, nel 1738, nella piazza Maggiore una statua in marmo raffigurante il pontefice in atteggiamento benedicente. I ravennati, affezionati al nome Candiano, trasferirono tale denominazione alla nuova via d'acqua.
All'inizio del XIX secolo il tracciato fu modificato dal cardinale Agostino Rivarola, che nel 1824 raddrizzò il tratto più tortuoso e fece costruire la strada di alaggio che affiancava il canale fino al porto. I lavori permisero la riduzione della lunghezza totale della via d'acqua da 6,6 a 5,7 miglia. Dopo il Cimitero, il Candiano piegava verso nord con un ampio arco, per poi ritornare in direzione del mare; si immetteva da sud nel canale Piombone, che lo portava in linea retta nel canale Bajona. Dopo un'ultima piega ad angolo quasi retto, sfociava nell'Adriatico. 

### Dall'unità d'Italia al 1945

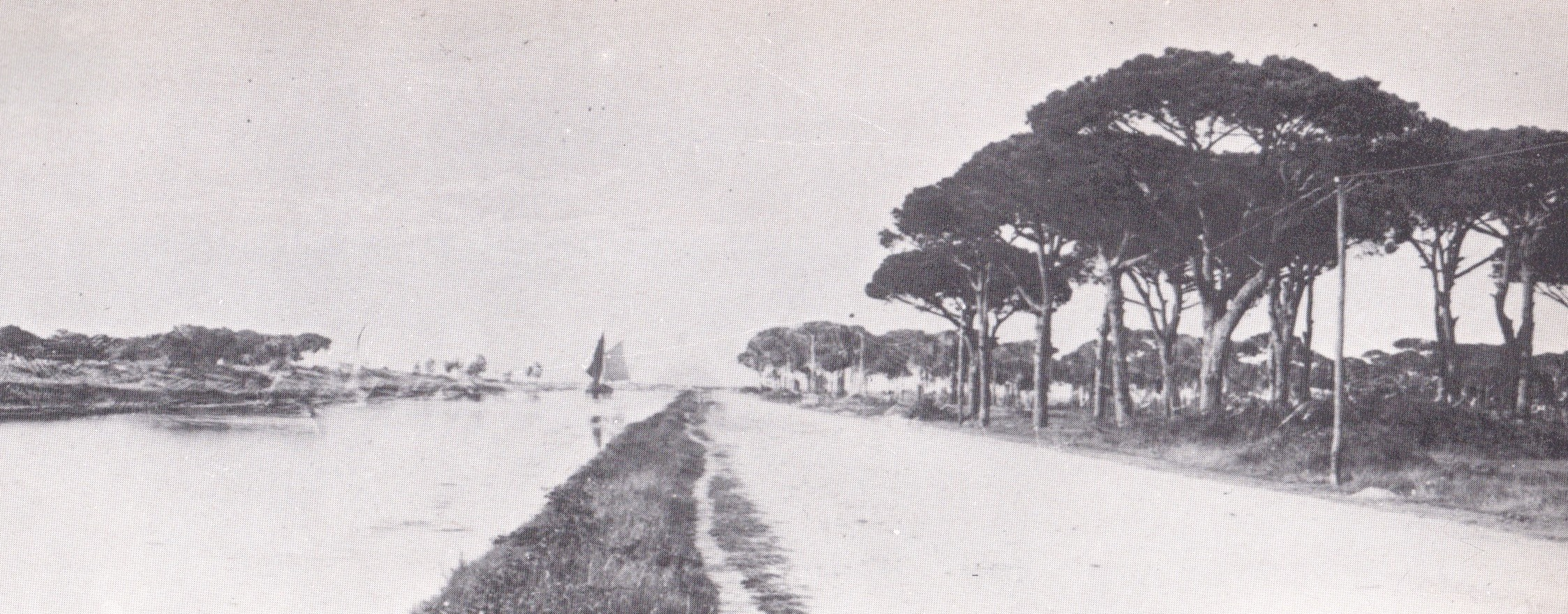
La strada d'alaggio fu fatta costruire dal cardinal legato di Ravenna Agostino Rivarola nel 1824. Seguiva per chilometri e chilometri il canale terminando a Porto Corsini.

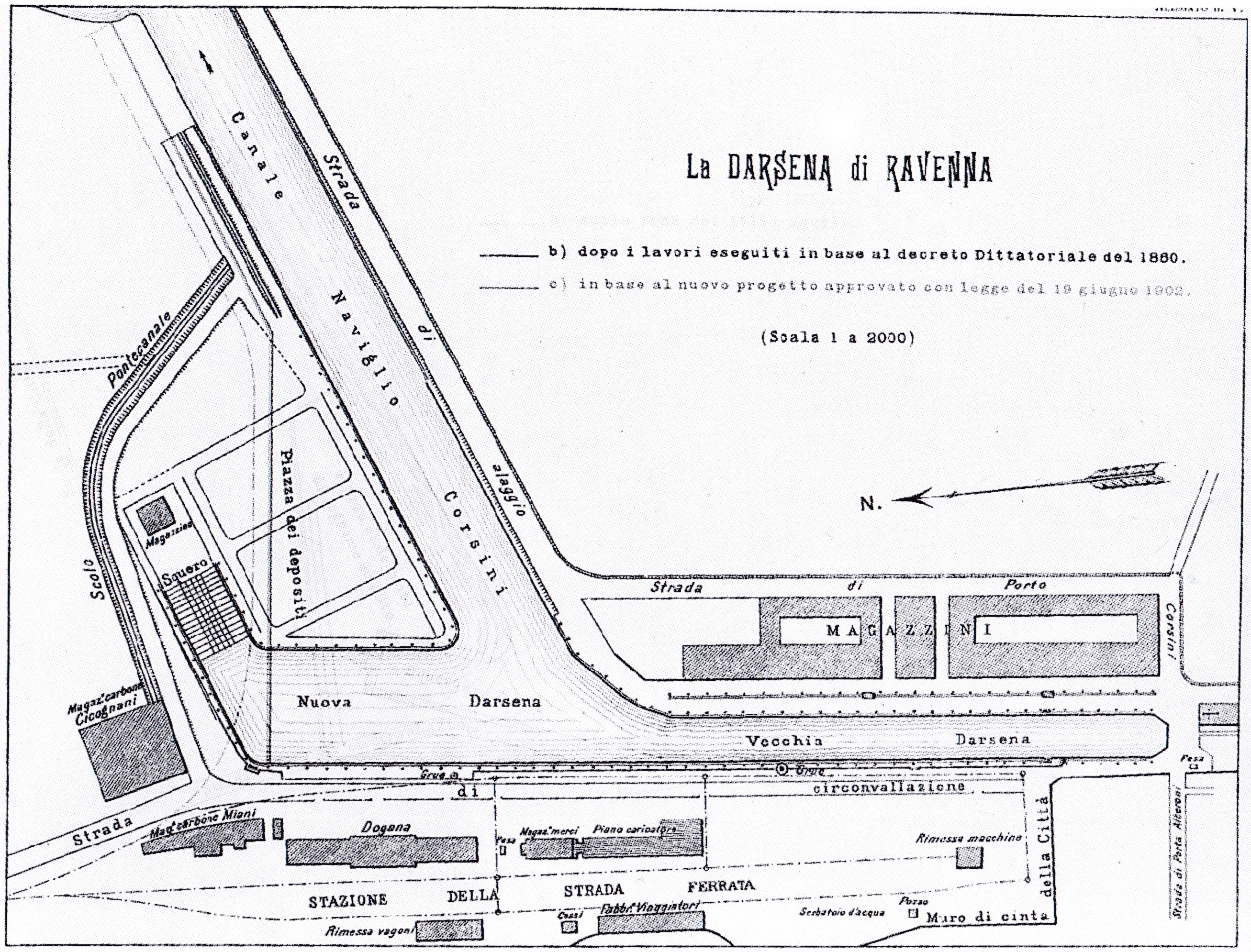
La Darsena di Ravenna nel 1904. Il tratto denominato "vecchia darsena" fu interrato nel secondo dopoguerra.

Tra il 1860 e il 1871 vennero eseguiti importanti lavori: prolungamento dei moli, rettifica del percorso del canale, costruzione della nuova darsena terminale e apertura di nuovi canali animatori del porto. Attorno alla darsena si sviluppò un vero e proprio porto commerciale ed industriale, sede di numerose attività produttive.
Le prime attività industriali di Ravenna si insediarono nelle aree a sinistra e a destra del Candiano. Esse furono: un cantiere navale commerciale (1870), una raffineria di zolfo (Almagià, 1887), una fornace di laterizi (1897).
All'inizio del XX secolo fu la volta di: una fabbrica di concimi (1906), un cementificio (1907), uno jutificio (1908) e uno stabilimento di gomma e derivati. All'alba dell'industrializzazione del Porto ravennate, il Candiano era ancora stretto e poco profondo. I fondali erano a – 4 metri, i traffici si svolgevano prevalentemente su vaporetti.
All'inizio del secolo vennero eseguiti nuovi lavori per merito dell'ingegner Mederico Perilli, direttore marittimo: la darsena terminale venne completamente banchinata e provvista di ormeggi; il canale Candiano fu interamente sagomato; vennero posati nuovi moli guardiani in cemento.

### Dal 1946 ad oggi

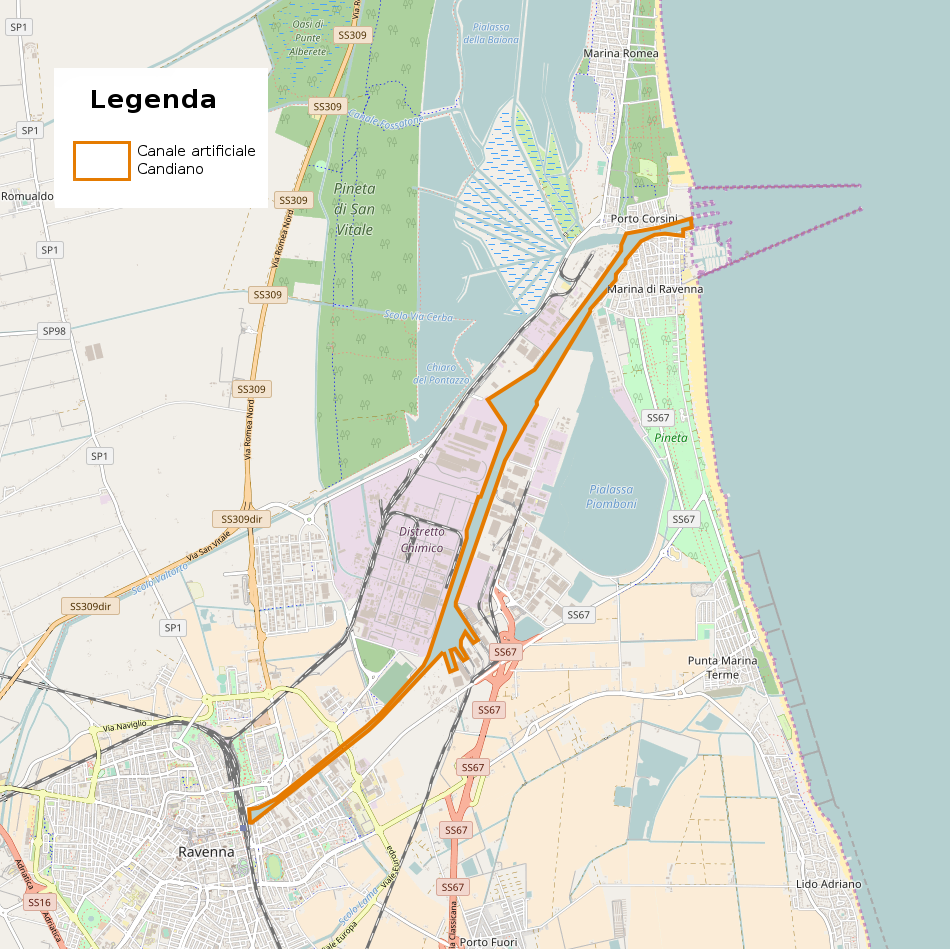
Mappa del tracciato del canale Candiano all'inizio del XXI secolo.

Fino alla metà del XX secolo non furono effettuati interventi di miglioramento del canale. Nel secondo dopoguerra vennero avviati lavori di approfondimento e allargamento per adeguare il canale al traffico industriale. I lavori iniziarono nel 1963 e si conclusero entro il 1971, quando il Porto fu inaugurato ufficialmente.
Oggi il canale è al centro di un complesso sistema idrografico composto dalla via d'acqua, dalle due pialasse che l'affiancano (la pialassa Baiona a nord e la pialassa Piomboni a sud), e da una rete di canali artificiali. Il ventaglio di canali che attraversa le pialasse converge nel canale Candiano, assicurandovi fondali adatti alla navigazione, per l'azione erosiva del riflusso di marea.
Oggi il canale Candiano ha una larghezza variabile tra 80 e 370 metri e una profondità massima di 9,5 metri. Nel tratto iniziale, vicino alla Darsena la profondità è di 5,50 m. Queste caratteristiche consentono l'accesso al porto di Ravenna di navi con stazza lorda di 20.000 tonnellate, ovvero di navi allibate di 30/50.000 t. 
Nel novembre 2008 il bacino di evoluzione è stato approfondito a –11,5 metri, permettendo per la prima volta l'attracco di navi con un pescaggio fino a 10,5 metri.